# لاسي هيرن
لاسي هيرن (بالإنجليزية: Lacey Hearn)‏ هو منافس ألعاب قوى أمريكي، ولد في 23 مارس 1881 في بورتلاند في الولايات المتحدة، وتوفي في 19 أكتوبر 1969 في فورت واين في الولايات المتحدة.

## وصلات خارجية
- لاسي هيرن على موقع أوليمبيديا (الإنجليزية)